# Tilia miqueliana
Espèce
Classification phylogénétique
Tilia miqueliana, Tilleul de Miquel, encore appelé « Arbre d'éveil », est une des espèces de Tilleul.
L'arbre a été découvert originellement en Chine et au Japon.
Au Japon, Tilia miqueliana fait partie des plantes hibakujumoku (en), ces plantes qui ont résisté à l'explosion atomique d'Hiroshima.
Dans la religion bouddhique, les graines servent à confectionner les chapelets de prière.

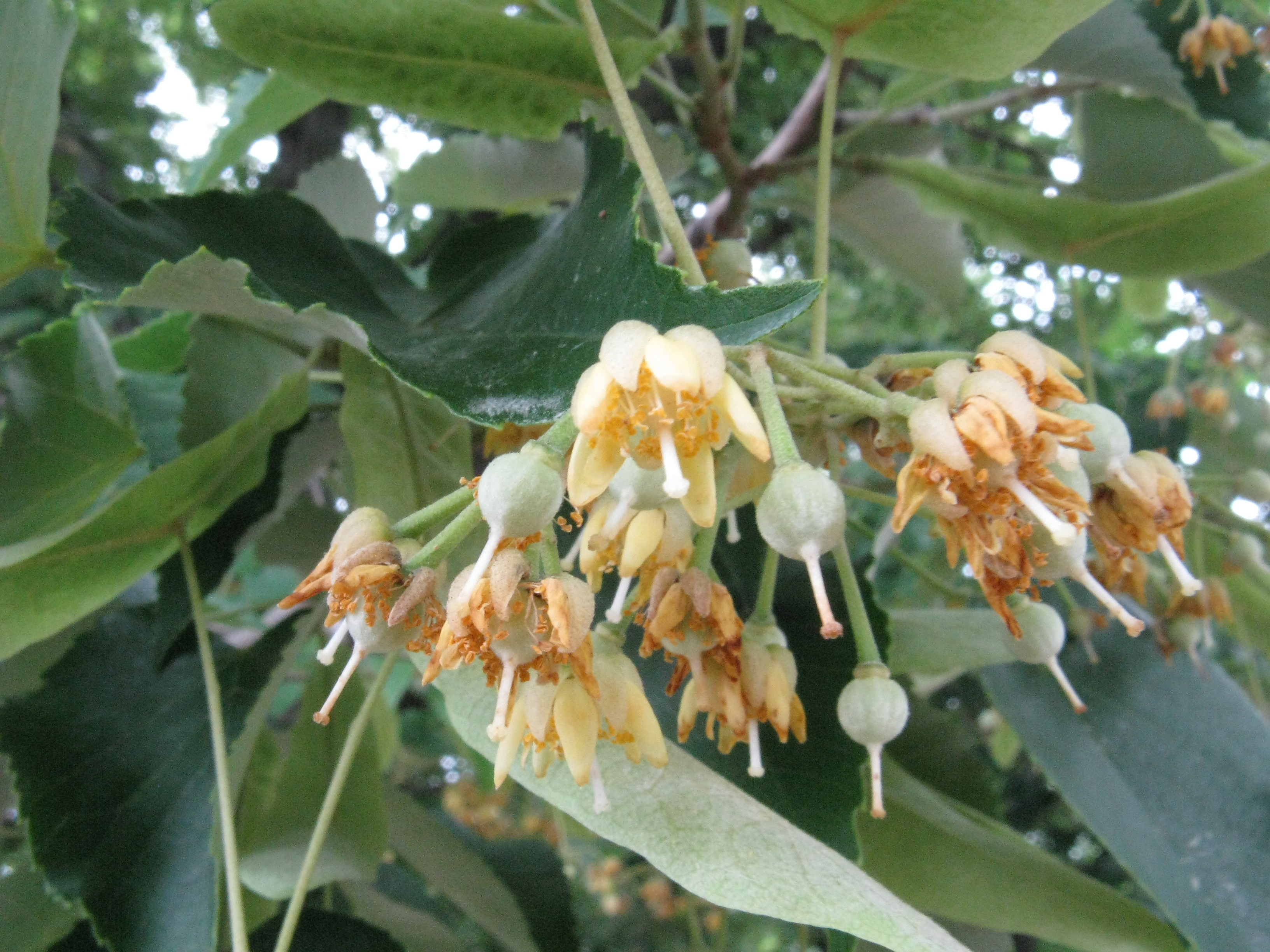
Inflorescence.